# 托雷斯新镇
托雷斯新镇，是西班牙安达卢西亚自治区格拉纳达省的一个市镇。总面积67平方公里，
2001年普查人口總數為849人，人口密度為每平方公里13人。